# Jeszcze Cię nie ma
Jeszcze Cię nie ma – singel polskiego zespołu muzycznego Tulia promujący album Tulia, wydany 20 kwietnia 2018 nakładem Universal Music Polska.
Singel notowany był na 8. miejscu listy przebojów Programu III Polskiego Radia, a także na 18. pozycji na Szczecińskiej Liście Przebojów. Utwór był również „piosenką tygodnia” w dniach 23-29 kwietnia 2018 w Radiu Niepokalanów.
9 czerwca 2018 utwór „Jeszcze Cię nie ma” wykonano podczas koncertu „Premiery” w ramach 55. Krajowego Festiwalu Piosenki Polskiej w Opolu, na którym zespół zdobył trzy statuetki: nagrodę jurorów, nagrodę publiczności oraz nagrodę specjalną od Stowarzyszenia Autorów ZAiKS.

## Geneza utworu i historia wydania
Tekst do utworu napisała Sonia Krasny, zaś muzykę do utworu skomponowała Nadia Dalin. Kompozycja została utrzymana w stylistyce muzyki folkowej z nowoczesnym brzmieniem. Za produkcję piosenki odpowiadał Public Image. 
Singel ukazał się w formacie promo oraz digital download 20 kwietnia 2018 dzięki wytwórni Universal Music Polska za pośrednictwem iTunes. Nagranie zostało umieszczone na debiutanckim albumie studyjnym zespołu Tulia – Tulia, wydanym 25 maja 2018, a także na reedycji wydawnictwa, opublikowanej 16 listopada 2018.

### Przekaz
Jak wyjaśniają twórcy, utwór traktuje m.in. o podświadomych ludzkich pragnieniach i zamiarach, a także o tęsknocie do kogoś lub czegoś nieuchwytnego.

Ten utwór jest dla nas szczególny. Jest pierwszy i wyjątkowy, nieoczywisty. Towarzyszy mu teledysk, który powstał w przepięknym miejscu, gdzie wszystkie czułyśmy niesamowity klimat naszej kultury. Pokazane w nim obrazy mogą pomóc w rozbudzeniu wyobraźni na temat dźwięków, które staramy się oddać w naszych utworach i interpretacjach.

### Teledysk
Za scenariusz oraz reżyserię teledysku, który nagrywano w Muzeum Wsi Opolskiej w Opolu, odpowiadało Public Image. Zdjęcia do teledysku wykonał Krzysztof Kozłowski. W teledysku wykorzystano także ujęcia z drona, którym operował Marcin Chydziński. Kierownikiem planu teledysku był Rafał Turzański.

## Lista utworów
- Promo, digital download[1]

1. „Jeszcze Cię nie ma” – 3:32

## Pozycje na radiowych listach przebojów
| Kraj   | Notowanie (2018)                   | Najwyższa pozycja |
| ------ | ---------------------------------- | ----------------- |
| Polska | Lista przebojów Programu Trzeciego | 8                 |
| Polska | Szczecińska Lista Przebojów        | 18                |